# Бобровые (камни)
Бобровые — группа из двух необитаемых островов (столбообразных камней — кекуров) в Беринговом море у северо-западной оконечности острова Медный, входящего в архипелаг Командорские острова, в проливе Адмирала Кузнецова. Административно относятся к Алеутскому району Камчатского края России.
В качестве названия топонима в литературе встречается также вариант Бобровые Камни.
Острова представляют собой узкие высокие скалистые гребни. В период отлива оба острова соединяются полосой пляжа; пролив, отделяющий от острова Медный, при отливе сохраняется. Ширина пролива 0,2 км. К северо-западу от Бобровых Камней, примерно на километр, протягивается узкая скалистая отмель (подводная абразионная терраса). Протяжённость островов вместе с галечниковыми пляжами составляет 1,3 км, ширина не превышает 140 м.

## Топографические карты
- Лист карты N-58-47 м. Непроходим. Масштаб: 1 : 100 000. Состояние местности на 1986 год. Издание 1988 г.